# BigDaddy
Trần Tất Vũ (sinh ngày 5 tháng 8 năm 1991), thường được biết đến với nghệ danh BigDaddy, là một nam rapper và ca sĩ kiêm sáng tác nhạc người Việt Nam. Khởi nghiệp vào năm 2007, anh được công chúng biết đến với bản hit "Tình yêu màu nắng" (2013) khi hợp tác với Đoàn Thúy Trang, và "Mượn rượu tỏ tình" (2019) khi hợp tác với Emily, người sau này là vợ và đối tác của anh.
BigDaddy từng là giám khảo của trò chơi truyền hình King of Rap và là huấn luyện viên của Rap Việt và Giọng hát Việt nhí. Anh từng vinh dự đoạt giải Cống hiến vào năm 2014 cho ca khúc "Tình yêu màu nắng" ở hạng mục "Bài hát của năm".

## Cuộc đời và sự nghiệp

### Thời niên thiếu
BigDaddy sinh ngày 5 tháng 8 năm 1991 tại Hà Nội, Việt Nam với tên khai sinh là Trần Tất Vũ, xuất thân trong một gia đình không theo truyền thống nghệ thuật. Năm 2000, anh từng được bố mẹ đưa sang Nga du học. Khi lớn lên, bố mẹ BigDaddy từng yêu cầu anh học ngành Hàng không để có công việc ổn định. Tuy nhiên, do đam mê âm nhạc quá lớn nên đến khoảng năm 2009, anh đã quyết định quay trở về Việt Nam để phát triển sự nghiệp âm nhạc. BigDaddy cho rằng bản thân anh đã từng trải qua cơn khủng hoảng không có việc làm. Anh đã từng theo học khoa diễn xuất tại đại học Sân khấu Điện ảnh, nhưng anh đã từ bỏ để theo đuổi nhạc rap. BigDaddy kể lại rằng bố mẹ trước kia không ủng hộ anh đi theo sự nghiệp rapper cho đến năm 23 tuổi.

### 2007–2013: Khởi nghiệp, giải thưởng Cống hiến với "Tình yêu màu nắng"
Vào năm 2007, trong lúc vẫn còn đang ở Nga, BigDaddy đã khởi nghiệp bằng việc gia nhập trang mạng do một người trong giới tên Jan Saker quản lý. Đến năm 2008, anh tham gia diễn đàn GVR Production và hợp tác cùng với các đồng nghiệp đương thời gồm Andree Right Hand, Rhymastic và DSK. Năm 2009, BigDaddy trở về Việt Nam, đồng thời rời khỏi nhóm diễn đàn GVR cùng với Yanbi và VinC (Tròn MaMa) để thành lập nhóm Zhara Band với các ca khúc được ra mắt tiêu biểu như "Bỏ quên", "Listen Mah Babe", "Trót yêu" và "Em sai rồi". Anh kể lại rằng những bản nhạc đầu tiên do anh sáng tác "rất sơ sài, thường tự tải beat trên mạng rồi viết lời và người ta hay gọi là nhạc chế". Cát-xê của anh với hai người bạn trong những ngày đầu tiên đi diễn chỉ được 500.000 đồng chia 3 và không nhiều hơn do phần nhạc đã thuộc quyền sở hữu của bên khác.
Sang năm 2010, BigDaddy cùng Yanbi gia nhập nhóm LadyKillah và hợp tác với các thành viên LK, JustaTee, Emily, Mr.T, Bueno và Mr.A. Anh cùng họ cho ra mắt các ca khúc như "I Wanna Be With You", "Golden Boy" và "Underground". Năm 2012, BigDaddy bắt tay hợp tác với Bích Phương và Tiên Cookie, và cho ra mắt các ca khúc như "Anh không giữ" (2012) và "Thời gian sẽ trả lời" (2013). Cuối tháng 5 năm 2013, BigDaddy hợp tác với Đoàn Thúy Trang qua ca khúc "Tình yêu màu nắng" và nhanh chóng được khán giả biết đến rộng rãi hơn nhờ vào câu cửa miệng "Ai mặc noọng lái lai" (Anh yêu em nhiều lắm). Ca khúc "Tình yêu màu nắng" đã mang về cho BigDaddy một Giải thưởng Cống hiến ở hạng mục "Bài hát của năm". Cùng năm, BigDaddy từng góp giọng trong bài hát "Không cần thêm một ai nữa" của Mr. Siro, và ca khúc này đã từng đoạt giải Zing Music Awards ở hạng mục "Ca khúc Rap/ Hip hop được yêu thích". Khoảng cuối năm 2013, BigDaddy cùng với Binz và Rhymastic bênh vực chuyện Karik dấn thân vào âm nhạc đại chúng bằng cách tung ra "G.A.T.O". Sau đó, BigDaddy đã tạm trở về Nga trong vòng sáu tháng rồi đến miền Nam vào năm 2014 để hoạt động với tư cách là rapper chuyên nghiệp.

### 2014–2019: Hợp tác với nhiều nghệ sĩ, "Mượn rượu tỏ tình" cùng Emily

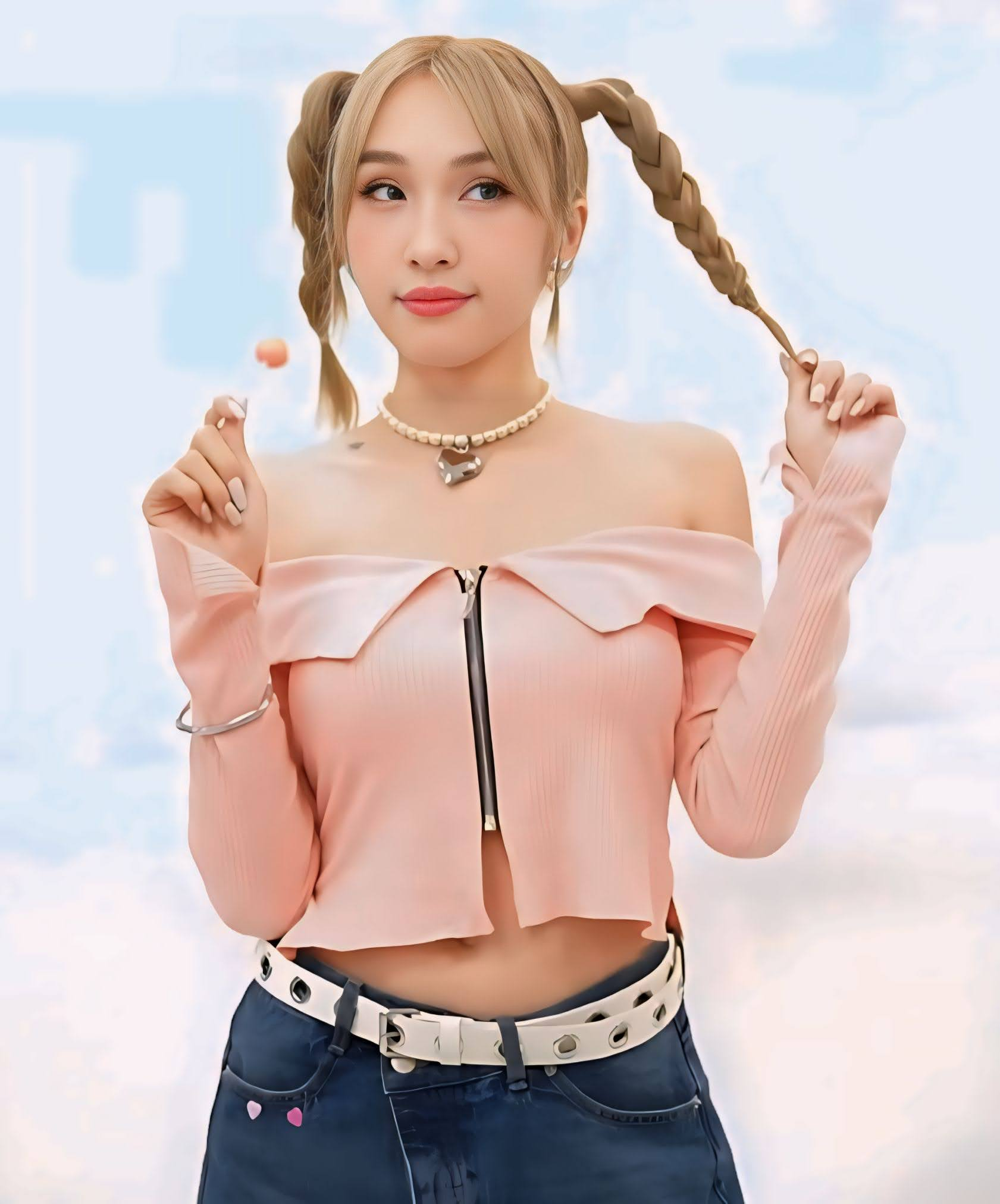
BigDaddy thường xuyên cộng tác với Emily, người sau này trở thành vợ của anh.

Đầu tháng 7 năm 2014, BigDaddy cho ra mắt sản phẩm ca nhạc "Nói với em", hợp tác cùng Quỳnh Anh Shyn và Ngô Thuỷ Tiên. Ngày 8 tháng 3 năm 2015, BigDaddy góp mặt trong ca khúc mới của Soobin Hoàng Sơn kết hợp với Touliver trong ca khúc "Daydreams". Cuối năm 2015, anh góp giọng trong ca khúc nhiều nghệ sĩ rapper mang tên "Forever Love", và hợp tác cùng Tóc Tiên và JustaTee trong ca khúc "The Beat of Celebration".
Đầu năm 2016, BigDaddy cùng JustaTee góp mặt chương trình Hòa âm Ánh sáng mùa hai (The Remix) với vai trò thí sinh. Đến liveshow thứ năm vào tháng 2 năm 2016, họ đã thể hiện bài hát "Về nhà ăn Tết" hoàn toàn mới trong chương trình và sau đó phát hành ca khúc này lên nền tảng trực tuyến. Tuy nhiên ở liveshow thứ bảy, bộ đôi JustaTee và BigDaddy trở thành đội dừng bước khỏi chương trình. Cũng đầu năm 2016, 1989s Entertainment do Tiên Cookie quản lý được đưa vào hoạt động, và BigDaddy trở thành nghệ sĩ trực thuộc tại 1989s cùng với Emily và Bích Phương. Cuối tháng 1 năm 2017, cặp đôi BigDaddy và JustaTee cho ra mắt video âm nhạc chính thức của "Về nhà ăn Tết".
Tháng 2 năm 2019, BigDaddy cùng với Emily phát hành ca khúc "Mượn rượu tỏ tình". Ca khúc nhanh chóng nổi tiếng và video âm nhạc "Mượn rượu tỏ tình" từng đạt được top 1 xu hướng trên YouTube. "Mượn rượu tỏ tình" đã mang về cho đôi vợ chồng một giải "Top 10 ca khúc được yêu thích" và một đề cử "Bài hát hiện tượng" tại lễ trao giải Làn Sóng Xanh năm 2019, cũng như một giải "Video âm nhạc R&B xuất sắc nhất của năm" tại WebTVAsia Awards 2019. Liên tục trong năm 2019, BigDaddy cùng Emily lần lượt cho ra mắt các ca khúc "Khi mình xinh thì mình làm gì", "Người tình nhỏ bé" và "Ơ sao bé không lắc".

### 2020–nay: Góp mặt trên sóng truyền hình
Khoảng đầu tháng 7 năm 2020, BigDaddy bắt đầu buổi ghi hình King of Rap mùa đầu tiên và đảm nhiệm vai trò giám khảo cùng với LK, Lil'Shady và Datmaniac. Anh cùng với các giám khảo khác cho ra mắt ca khúc "We Are King of Rap" trích trong album nhiều nghệ sĩ cùng tên chương trình. King of Rap được phát sóng từ đầu tháng 8 cho đến giữa tháng 11 năm 2020. Ngày 18 tháng 10 năm 2020, BigDaddy tung ca khúc "Mê ly" để chúc mừng sinh nhật Emily. Cuối năm 2020, BigDaddy tham gia Đấu trường đường phố với vai trò khách mời. Đầu tháng 1 năm 2021, BigDaddy cùng Emily góp mặt trong cuộc thi Giọng hát Việt nhí mùa tám với vai trò là cặp huấn luyện viên của một đội. Chung cuộc vào cuối tháng 4 năm 2021, thí sinh Lê Song Tùng của đội họ đã giành được giải Á quân của cuộc thi này. Tháng 5 năm 2021, BigDaddy phát hành ca khúc "Mẩy thật mẩy" nằm trong dự án album nhiều nghệ sĩ của 1989s Entertainment mang tựa đề Trạm cảm xúc, song ca khúc đã vấp phải tranh cãi về mặt nội dung.
Giữa năm 2023, BigDaddy vào ghế huấn luyện viên của mùa thứ ba trong chương trình Rap Việt. Cho đến hết vòng một của Rap Việt, đội của anh có tám thí sinh được lựa chọn và một thí sinh được anh giải cứu. Các thành viên của đội của BigDaddy gồm có: gung0cay, Pháp Kiều, HURRYKNG, Ogenus, Indiek, Tez, Limitlxss, Snoop Dee và Double2T (giải cứu). Ở đêm trao giải Rap Việt mùa ba, thí sinh Double2T do BigDaddy huấn luyện được công bố trở thành quán quân của Rap Việt mùa ba. Trong chương trình, anh cho ra mắt hai bản rap "We Go Hard" hợp tác với JustaTee, Karik, Suboi, B Ray, Thái VG và Andree Right Hand ở tập 1 và "Miễn chê" hợp tác với Tez ở tập 16. Ngày 3 tháng 8 năm 2023, BigDaddy và Emily cho ra mắt ca khúc mang tên "Ngõ chạm", và nhận được một đề cử Top 10 ca khúc được yêu thích tại giải thưởng Làn Sóng Xanh. Tháng 10 năm 2023, BigDaddy cùng B Ray góp mặt trong 2 ngày 1 đêm mùa hai ở Bình Định, Quy Nhơn với vai trò là khách mời. Tháng 1 năm 2024, anh góp mặt trong chương trình thực tế âm nhạc Chị đẹp đạp gió rẽ sóng và trình diễn "Mượn rượu tỏ tình" cùng với Hồng Nhung, Mỹ Linh, Lưu Hương Giang, Phương Vy và Uyên Linh tại vòng công diễn 4. Ngày 29 tháng 1, BigDaddy hợp tác với JustaTee cùng với Double2T cho ra mắt "Về nhà ăn Tết" phần thứ hai.

## Hình tượng công chúng

### Phong cách nghệ thuật
BigDaddy là một rapper sở hữu chất giọng trầm, và các sáng tác của anh luôn hòa trộn giữa thể loại Hip hop, Rap, R&B với các giai điệu truyền thống của V-pop. Anh đã từng chỉ mất hai ngày để kịp thời hoàn thành phần hòa âm phối khí của "Về nhà ăn Tết" cùng với JustaTee, và trình diễn bài hát ngay trên sân khấu Hòa âm Ánh sáng mùa hai. Chủ đề, phong cách sản phẩm lẫn ca từ của BigDaddy được nhận xét là hài hước dí dỏm thông qua "Nói với em" và "Về nhà ăn Tết". Tuy nhiên, BigDaddy chưa từng được xem là một rapper tiêu biểu của dòng kỹ thuật rap vì anh ít có những vần điệu hấp dẫn, ca từ ví von văn chương và cũng như không có những câu rap đáp trả (punchline) quyền cước. Ngoài ra, BigDaddy còn sở hữu chiều cao 1m83 cùng với phong cách thời trang độc đáo thông qua các chương trình King of Rap và Rap Việt mùa ba.

### Tranh cãi liên quan đến "Mẩy thật mẩy"
Trong tháng 5 năm 2021, BigDaddy hợp tác và góp giọng trong dự án album nhiều nghệ sĩ của 1989s Entertainment mang tựa đề Trạm cảm xúc. Tối ngày 10 tháng 5, anh sáng tác và cho phát hành bản rap "Mẩy thật mẩy", thuộc thể loại tech-house, electro, hip hop, cùng với nhà sản xuất âm nhạc DươngK. Mặc cho giai điệu sôi động bắt tai cùng thông điệp của ca khúc là muốn truyền tải sự tôn trọng quyền lựa chọn của phụ nữ của người đàn ông: phụ nữ có quyền làm đẹp bằng những cách khác nhau gồm cả phẫu thuật thẩm mỹ. Thế nhưng, nội dung video âm nhạc bị chỉ trích là không phù hợp và dung tục, bắt nguồn từ nguyên do là BigDaddy lựa chọn sai thời điểm phát hành ca khúc sau khi Giọng hát Việt nhí vừa mới kết thúc. Một thời gian ngắn sau, video âm nhạc của "Mẩy thật mẩy" đã bị ẩn riêng tư trên nền tảng YouTube và ca khúc đã ngừng phát hành khỏi album Trạm cảm xúc. Cây viết Quang Đức bên ZNews đã chấm bài hát này 6/10 điểm và nhận xét rằng "sự thoải mái và phóng khoáng trong ca từ lẫn nội dung hình ảnh của [Mẩy thật mẩy] lại chưa chạm được chính thông điệp mà chủ nhân ca khúc hướng đến."

## Đời tư
Năm 2009, BigDaddy đã gặp gỡ và quen biết nữ ca sĩ người Việt Nam Emily. Họ bắt đầu mối quan hệ vào năm 2011, và đến khoảng năm 2013 thì quyết định chia tay do BigDaddy tạm thời trở lại Nga trong vòng nửa năm.
Đến năm 2015, họ quyết định tái lập mối quan hệ lại từ đầu và công bố đã kết hôn vào năm 2019. Cả hai có một người con trai và một người con gái lần lượt là Bảo Nguyên (sinh năm 2016) và Bảo Uyên (sinh năm 2017). Tháng 8 năm 2023, cặp đôi phát hành video âm nhạc cho ca khúc "Ngõ chạm", trong đó có cảnh đám cưới của họ cùng với sự góp mặt của nhiều người nổi tiếng.

## Giải thưởng
| Năm  | Lễ trao giải              | Đối tượng                                          | Hạng mục                                | Kết quả   | Chú thích |
| ---- | ------------------------- | -------------------------------------------------- | --------------------------------------- | --------- | --------- |
| 2014 | Giải thưởng Cống hiến     | "Tình yêu màu nắng" (hợp tác với Đoàn Thuý Trang)  | Bài hát của năm                         | Đoạt giải | [ 8 ]     |
| 2014 | Zing Music Awards         | "Không cần thêm một ai nữa" (hợp tác với Mr. Siro) | Ca khúc Rap/ Hip hop được yêu thích     | Đoạt giải | [ 9 ]     |
| 2019 | Giải thưởng Làn Sóng Xanh | "Mượn rượu tỏ tình" (hợp tác với Emily)            | Bài hát hiện tượng                      | Đề cử     | [ 23 ]    |
| 2019 | Giải thưởng Làn Sóng Xanh | "Mượn rượu tỏ tình" (hợp tác với Emily)            | Top 10 ca khúc được yêu thích           | Đoạt giải | [ 24 ]    |
| 2019 | WebTVAsia Awards 2019     | "Mượn rượu tỏ tình" (hợp tác với Emily)            | Video âm nhạc R&B xuất sắc nhất của năm | Đoạt giải | [ 25 ]    |
| 2023 | Giải thưởng Làn Sóng Xanh | "Ngõ chạm" (hợp tác với Emily)                     | Top 10 ca khúc được yêu thích           | Đề cử     | [ 45 ]    |

## Danh sách đĩa nhạc

### Album phòng thu
- Nhân trần (2024)

### Đĩa đơn
| Tựa đề                                                         | Năm  |
| -------------------------------------------------------------- | ---- |
| "Bỏ quên" (hợp tác với VinC)                                   | 2009 |
| "Listen Mah Babe" (hợp tác với VinC và Yanbi trong Zhara Band) | 2009 |
| "Trót yêu" (hợp tác với Vinc và Yanbi trong Zhara Band)        | 2009 |
| "Em sai rồi" (hợp tác với VinC và Yanbi trong Zhara Band)      | 2009 |
| "3,14 (Pí)" (hợp tác với Yanbi, Bueno và Mr.T)                 | 2009 |
| "I Tune You" (hợp tác với Yanbi, Bueno và Mr.AT)               | 2009 |
| "Là vì" (hợp tác với Yanbi và Bueno)                           | 2009 |
| "Người nào đấy" (hợp tác với Yanbi và Bueno)                   | 2010 |
| "Tiến lên Việt Nam" (hợp tác với Yanbi và Mr.T)                | 2010 |
| "Plz Don't Come Back" (hợp tác với Yanbi và Ken-Y)             | 2010 |
| "Single Man" (hợp tác với Mr.A và Bueno)                       | 2011 |
| "I Wanna Be With You" (hợp tác với Yanbi)                      | 2011 |
| "F**k U T-Bag"                                                 | 2011 |
| "Golden Boy"                                                   | 2012 |
| "Anh không giữ" (hợp tác với Tiên Cookie và Bích Phương)       | 2012 |
| "Thời gian sẽ trả lời" (hợp tác với JustaTee và Tiên Cookie)   | 2013 |
| "Em (phiên bản rap)" (hợp tác với Hồng Dương)                  | 2013 |
| "Tình yêu màu nắng" (hợp tác với Đoàn Thúy Trang)              | 2013 |
| "Dệt những yêu thương" (hợp tác với Đoàn Thúy Trang)           | 2013 |
| "Nóng" (hợp tác với Hạnh Sino)                                 | 2013 |
| "Không cần thêm một ai nữa" (hợp tác với Mr. Siro)             | 2013 |
| "G.A.T.O" (hợp tác với Rhymastic và Binz)                      | 2013 |
| "Nói với em"                                                   | 2014 |
| "Dấu mưa (Remix)" (hợp tác với Trung Quân)                     | 2014 |

| Tựa đề                                                                                 | Năm  |
| -------------------------------------------------------------------------------------- | ---- |
| "Sacota" (hợp tác với Touliver)                                                        | 2015 |
| "Daydreams" (hợp tác với Soobin Hoàng Sơn)                                             | 2015 |
| "2AM" (hợp tác với JustaTee)                                                           | 2015 |
| "Về đội của anh (Check Out Da Bass)" (hợp tác với Touliver)                            | 2015 |
| "Forever Love" (nhiều nghệ sĩ trong LadyKillah All Star)                               | 2015 |
| "The Beat of Celebration" (hợp tác với Tóc Tiên và JustaTee)                           | 2015 |
| "Dù anh có đứng lại" (hợp tác với JustaTee)                                            | 2016 |
| "Về nhà ăn Tết" (hợp tác với JustaTee)                                                 | 2016 |
| "Ta đã yêu chưa vậy" (hợp tác với Isaac)                                               | 2017 |
| "Em đâu biết" (hợp tác với Rhymastic, SunD và Châu Bùi)                                | 2018 |
| "Ấm no đời đời" (hợp tác với Đoàn Thúy Trang)                                          | 2018 |
| "Hết mana" (hợp tác với JustaTee và Bình Gold)                                         | 2019 |
| "Mượn rượu tỏ tình" (hợp tác với Emily)                                                | 2019 |
| "Khi mình xinh thì mình làm gì" (hợp tác với Emily)                                    | 2019 |
| "Người tình nhỏ bé" (hợp tác với Emily)                                                | 2019 |
| "Ơ sao bé không lắc" (hợp tác với Emily)                                               | 2019 |
| "Mê ly"                                                                                | 2020 |
| "Mẩy thật mẩy" (trích từ Trạm cảm xúc, đã ngưng phát hành)                             | 2021 |
| "We Go Hard" (hợp tác với Thái VG, Andree Right Hand, Karik, Suboi, JustaTee và B Ray) | 2023 |
| "Miễn chê" (hợp tác với Tez)                                                           | 2023 |
| "Ngõ chạm" (hợp tác với Emily)                                                         | 2023 |
| "Về nhà ăn Tết 2" (hợp tác với JustaTee và Double2T)                                   | 2024 |

### Album nhiều nghệ sĩ
- King of Rap (mùa 1) (2020)
- Trạm cảm xúc (2021)
- Rap Việt (mùa 3) (2023)
- Rap Việt (mùa 4) (2024)

## Danh sách phim
| Năm  | Tiêu đề                    | Vai diễn  | Vai trò                        |
| ---- | -------------------------- | --------- | ------------------------------ |
| 2016 | Hòa âm ánh sáng            | Chính anh | Thí sinh hợp tác cùng JustaTee |
| 2020 | Thế giới Rap – King of Rap | Chính anh | Giám khảo                      |
| 2020 | Đấu trường đường phố       | Chính anh | Khách mời                      |
| 2021 | Giọng hát Việt nhí         | Chính anh | Giám khảo                      |
| 2023 | Rap Việt                   | Chính anh | Huấn luyện viên                |
| 2023 | 2 ngày 1 đêm               | Chính anh | Khách mời                      |
| 2024 | Chị đẹp đạp gió rẽ sóng    | Chính anh | Khách mời                      |
| 2024 | 7 nụ cười xuân             | Chính anh | Khách mời                      |
| 2024 | Rap Việt                   | Chính anh | Huấn luyện viên                |
| 2025 | Đấu trường gia tốc         | Chính anh | Khách mời                      |